# Mae Murray
Mae Murray, geboren als Marie Adrienne Koenig (New York, 10 mei 1885 – Los Angeles, 23 maart 1965) was een Amerikaans actrice en danseres.
Murray brak door op Broadway in 1906. Twee jaar later werd ze een koormeisje bij de Ziegfeld Follies. In 1915 werd ze een hoofdpersoon hiervan. Haar filmdebuut kreeg ze in To Have and to Hold (1916). Ze groeide al snel uit tot een van de grootste sterren van Metro-Goldwyn-Mayer.
Toen ze zich op de hoogtepunt van haar carrière bevond, besloot ze een eigen maatschappij op te richten met regisseur John Stahl. Hoewel haar films succesvol werden, waren de critici niet enthousiast over haar kostuums en overdreven emoties.
Toen de geluidsfilm opdook, bleek dat Murrays stem niet in de smaak van het publiek viel. Een van haar eerste geluidsfilms, Bachelor Apartment (1931), werd afgekraakt door de critici. Daarnaast raadde ook haar toenmalige echtgenoot, die haar manager was, haar aan te stoppen met het maken van films.
In de jaren 40 was Murray werkzaam als danseres in de nachtclub Billy Rose's Diamond Horseshoe. Ze deed er alles aan haar leeftijd te maskeren. In haar latere jaren kende ze vaak financiële problemen en leefde dan ook in armoede.
Murray stierf op 79-jarige leeftijd. Ze heeft een ster op de Hollywood Walk of Fame.

## Filmografie

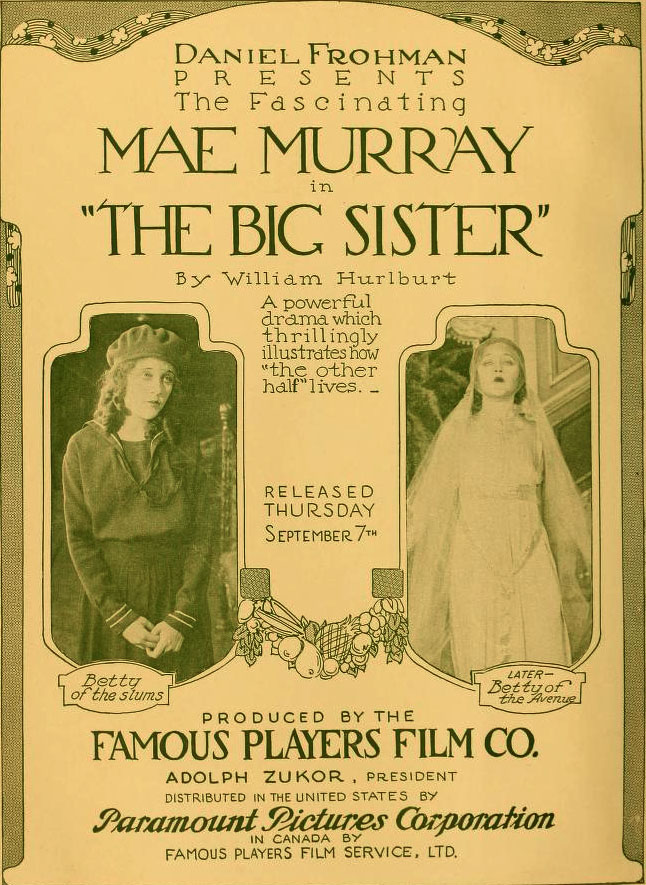
The Big Sister 1916)
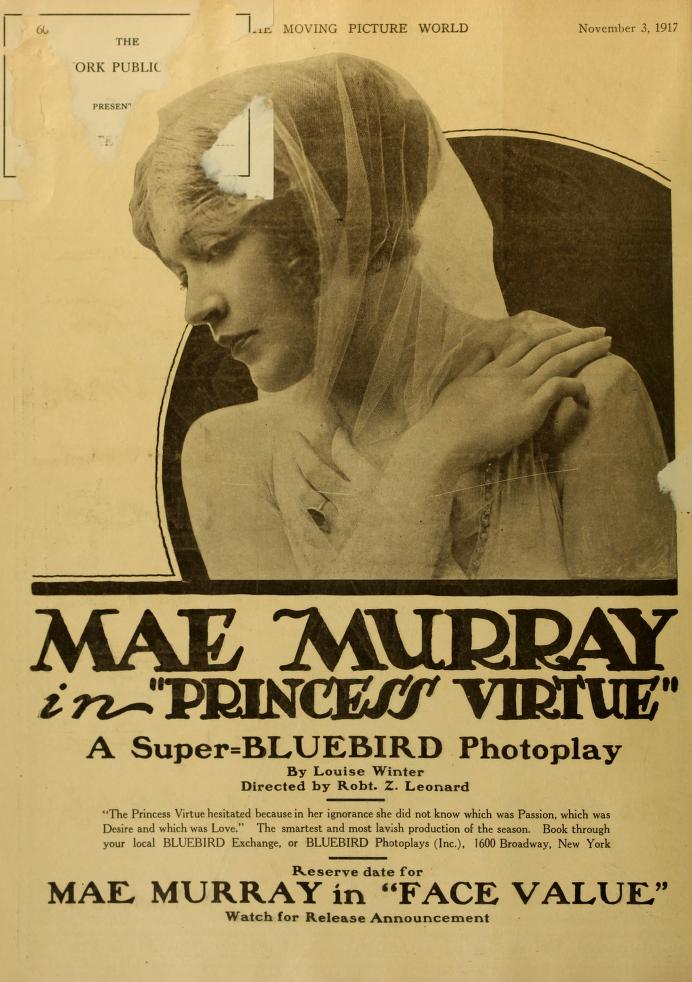
Princess Virtue (1917)
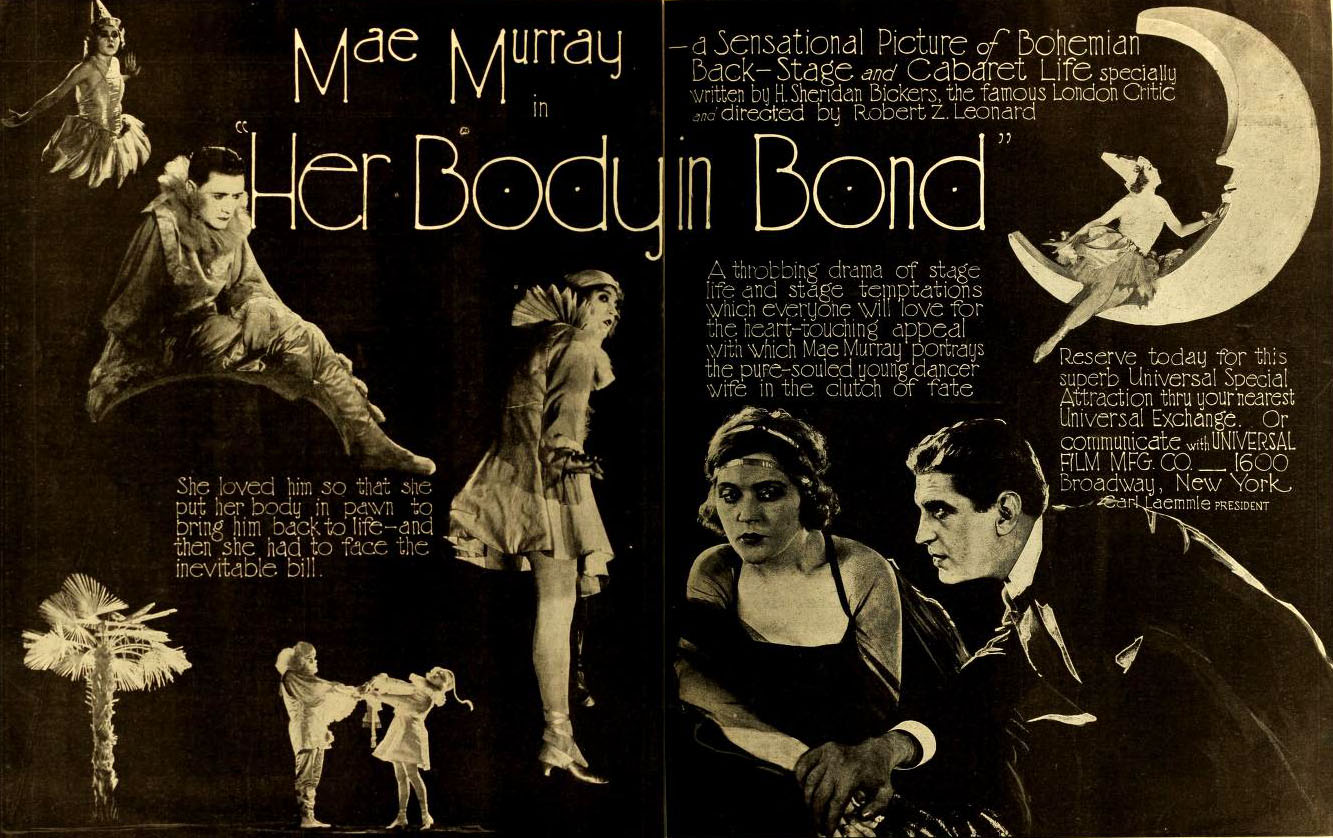
Her Body in Bond (1918)

| - To Have and to Hold (1916) - Sweet Kitty Bellairs (1916) - The Dream Girl (1916) - The Big Sister (1916) - The Plow Girl (1916) - On Record (1917) - A Mormon Maid (1917) - The Primrose Ring (1917) - At First Sight (1917) - Princess Virtue (1917) - Face Value (1917) - The Bride's Awakening (1918) - Her Body in Bond (1918) - Modern Love (1918) - Danger, Go Slow (1918) - The Scarlet Shadow (1919) - The Curse of Greed (1919) - The Delicious Little Devil (1919) - Girl for Sale (1919) - Big Little Person (1919) - The ABC of Love (1919) | - On with the Dance (1920) - The Right to Love (1920) - Idols of Clay (1920) - The Gilded Lily (1921) - Peacock Alley (1922) - Fascination (film uit 1922) (1922) - Broadway Rose (1922) - Jazzmania (1923) - The French Doll (1923) - Fashion Row (1923) - Mademoiselle Midnight (1924) - Married Flirts (1924) - Circe, the Enchantress (1924) - The Merry Widow (1925) - The Masked Bride (1925) - Valencia (1926) - Altars of Desire (1927) - Show People (1928) - Peacock Alley (1930) - Bachelor Apartment (1931) - High Stakes (1931) |

- Biblioteca Nacional de España: XX1413414
- Bibliothèque nationale de France: cb14656917f (data)
- Gemeinsame Normdatei: 134183177
- International Standard Name Identifier: 0000 0000 2511 9818
- Library of Congress Control Number: n85151633
- Nationale Bibliotheek van Letland: 000243583
- Nationale Bibliotheek van Israël: 987007389409005171
- Nationale Bibliotheek van Polen: a0000003749866
- SNAC: w6sn26pq
- Virtual International Authority File: 49485009
- WorldCat: E39PBJkxJFR8m9C9YyG7G6WYyd